# Sijilmassa
Sijilmassa (en arabe : سجلماسة, en berbère : Ssigg ilmas, Sigg ilmasen ou Isgelmasen) était une importante ville fondée en l'an 757 au Maroc, qui joua dès le VIIIe siècle un rôle important dans le commerce transsaharien, et ce pendant tout le Moyen Âge. Elle se trouvait à proximité immédiate de l'emplacement actuel de la ville de Rissani, au sud d'Errachidia, à 40 km au nord des célèbres dunes de Merzouga, dans la région de Tafilalet. Seules quelques ruines modestes subsistent de la cité.

## Dénomination et étymologie
Historiquement le nom de la ville a été orthographié et/ou prononcé de plusieurs manières : Sijilmâsa, Sikilmāsa, Sidjilmāsa, Sigilmasa
Parmi les hypothèses concernant l'origine du nom de Sijilmassa, l'une des théories est qu'il proviendrait du berbère Ssigg ilmas ou Sigg ilmas, littéralement « domine les eaux », ou « les dominants de l'eau », qui peut aussi être traduit par « lieu dominant les eaux » sur un modèle de composés assez fréquente dans la toponymie. Cette hypothèse voudrait qu'il y ait eu transformation de la deuxième personne de l'impératif du verbe transitif berbère ssigg au contact de la langue arabe avec un allègement des tendues s (ss) et g (gg) et une mutation du g en j par arabisation linguistique.
Cette hypothèse est jugée par Mezzine Larbi comme « intéressante », « peut-être exacte », mais « non démontrée » et « hasardeuse du point de vue du linguiste » en raison des rapprochements jugés approximatifs qu'elle implique et de son ensemble qui ne tient, selon lui, pas assez compte des données berbères,.
L'hypothèse selon laquelle le nom Sijilmassa viendrait du berbère « Ssigg ilmas »/« lieu dominant les eaux » peut prendre tout son sens lorsque complémentée par des témoins écrits et matériels sur l'hydro-histoire du Tāfīlālt aux VIIIe et XVe siècles, qui laissent à penser qu’à l’origine l'ancienne cité de Siğilmāsa était implantée sur une hauteur qui dominait le Wadī Zīz (ou Asif n Ziz, la rivière du Ziz) et la plaine du Tafilalet de plusieurs mètres. Cette hypothèse traduit la position surélevée de la ville.
Il se pourrait que ce soit à l'époque d'Al Yasa que la ville adopte ce nom lié position topographique.
Le linguiste berbérisant Salem Chaker accrédite une étymologie prenant racine dans l’environnement oasien. Après 
sa démonstration linguistique, il conclut : « Il est évidemment difficile de cerner le sens premier 
et précis du toponyme, mais ce que nous en indiquent les données lexicales synchroniques 
disponibles correspond bien à la géomorphologie du site de Sijilmâsa : une table dominant les lits 
de deux oueds : sigg-ilmasǝn (sigg 
-ilmasen) = lieu dominant – les eaux / les roseaux… ». L'historien et chercheur Hadrien Collet considère cette étymologie comme étant « compatible avec la situation d’une ville établie dans une vaste oasis arrosée par deux fleuves aux eaux naguère pérennes, alimentés par les montagnes du Haut Atlas ».
D'autres hypothèses impliqueraient les noms Isgelmasen ou encore As igul Massa.

## Histoire

Routes

En 757-758, la tribu zénète des Meknassas de rite kharidjite sufrite fonde Sijilmassa sous l'autorité de Semgou Ibn Wassoul al Miknassi, peu après la grande révolte berbère de 739-743 dirigée contre les gouverneurs arabes du Maghreb qui dépendaient du califat omeyyade de Damas. La ville devient la capitale d'un émirat kharijite, sous la férule des Midrarides. Les Midrarides (appelés aussi Wassoulites) adoptent longtemps le rite le plus modéré du kharidjisme, le sofrisme. Ils mènent une politique d'alliance stratégique avec l'autre grande puissance kharijite du Maghreb, l’Imamat rostémide de Tiaret. Mais au début du Xe siècle, on note un assouplissement dans la pratique du sofrisme et l'émir midraride Muhammad Ibn Maymun va jusqu'à reconnaître l'autorité spirituelle du calife sunnite abbasside de Bagdad. Cela vient du fait que Sijilmassa est devenue une place de commerce de niveau international, et cultive ainsi une certaine forme de cosmopolitisme, attirant même le fondateur de la dynastie fatimide, le chef chiite ismaélien ‘Ubayd Allâh al-Mahdî qui fuyait les persécutions abbassides au Moyen-Orient. Emprisonné sur décision de l'émir midraride, Ubayd Allah est libéré en 909 par les Kutamas à la tête d'une grande armée du Maghreb central, avant qu'il ne proclame le califat fatimide.
Elle est ensuite l'objet de conflits entre les Zirides et des Maghraouides inféodés aux Omeyyades de Cordoue, du fait de sa situation au débouché des pistes caravanières. La ville est ainsi occupée sous le règne d'Al-Hakam II, qui y établit des ateliers monétaires produisant les dinars d'or du califat ibérique.

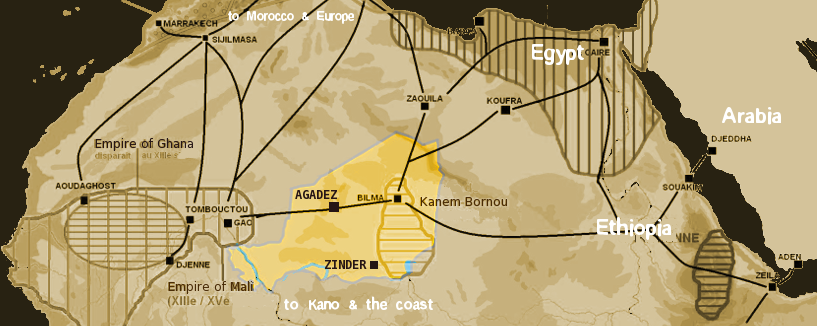
Principales routes caravanières du commerce transsaharien vers 1400.

En effet, Sijilmassa est devenu une cité marchande sur la rive nord du Sahara où faisaient halte les grandes caravanes amenant du Bilad al-Soudan, correspondant aux pays inclus entre le Sénégal et le Soudan actuels) et notamment de l'Empire du Ghana, de la poudre d'or, de l'ivoire, des plumes d'autruche, et des esclaves,. Elle constituait en outre un centre important des Berbères zénètes. La cité est finalement conquise par les Almoravides vers 1055.
Vers 1230, Jacques Ier de la couronne d'Aragon invite les Juifs de Sijilmassa à s’installer sur l'île de Majorque et en Catalogne, afin d'établir un axe commerçant allant de Barcelone à Sijilmassa, « par lequel passait une bonne partie du ravitaillement en or de la péninsule Ibérique », ajoutant ainsi une population arabophone du sud maghrébin à la communauté juive majorquine. Plusieurs siècles plus tard, les descendants de ces commerçants continuaient à émailler les documents de négoce de dialecte arabe (aljamiada)
La situation commerciale de la cité continue d'être florissante jusqu'au XIVe siècle, et son ouverture sur l'ensemble du monde connu est attestée par le voyageur Ibn Battûta qui affirme avoir rencontré des Sijilmassiens au cours de son périple dans la Chine mongole des Yuan.

Dans le dernier tome de son récit al-Rihla ou Les Voyages, l'explorateur berbère Ibn Battûta décrit son voyage vers le Soudan (le Mali actuel) en 1352 dont une des premières étapes est la cité de Sijilmassa qu'il décrit ainsi : 
« Or j’arrivai à la ville de Sidjilmâçah, une des cités les plus jolies. On y trouve des dattes en grande quantité et fort bonnes. La ville de Basrah lui ressemble sous le rapport de l’abondance des dattes ; mais celles de Segelmessa sont meilleures. Elle en fournit surtout une espèce appelée îrâr, qui n’a pas sa pareille dans tout l’univers. Je logeai, à Segelmessa, chez le jurisconsulte Aboû Mohammed Albochry, dont j’avais vu le frère dans la ville de Kandjenfoû, en Chine. Que ces deux frères étaient éloignés l’un de l’autre ! Mon hôte me traita de la manière la plus distinguée. J’achetai, dans Segelmessa, des chameaux, auxquels je donnai du fourrage pendant quatre mois. Au commencement du mois divin de moharram de l’année 753 de l’hégire, je me mis en route avec une compagnie ou caravane dont le chef était Aboû Mohammed Yandécân Almessoûfy (que Dieu ait pitié de lui !). Elle renfermait beaucoup de marchands de Segelmessa et d’autres pays. »
Du temps de sa splendeur, Sijilmassa est composée d'environ 600 kasbahs qui forment autant de quartiers. La kasbah principale abrite le palais de l'émir, la grande mosquée, un atelier de frappe monétaire ainsi qu'un immense marché de négociants, dont certains viennent d'aussi loin que l'Égypte ou l'Irak.

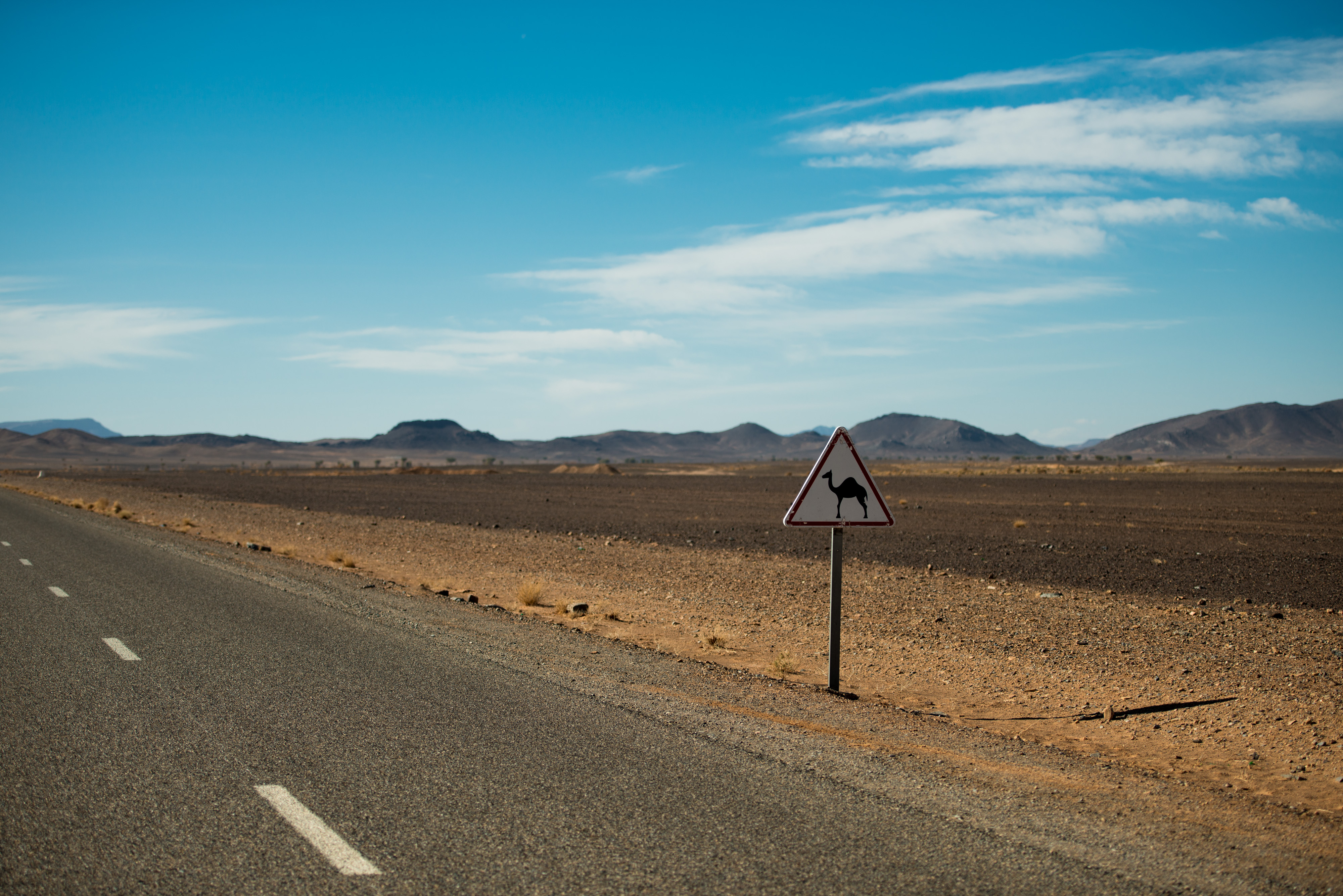
Route dans la vallée entre Sijilmasa and Alnif

Sijilmassa perd de son importance au cours des siècles et ne cesse de décliner à partir du XVe siècle, notamment en raison de la baisse du commerce transsaharien du fait du développement des voies maritimes entre l'Afrique et l'Europe par les Portugais et d'autres routes terrestres vers le Touat ainsi que le rôle croissant de Marrakech.
La ville est la base de départ des ancêtres de la dynastie alaouite pour conquérir le Maroc au XVIIe siècle.
Elle est finalement rasée en 1818 par les tribus de la confédération Aït Atta sous le règne du sultan alaouite Moulay Slimane.
Sijilmassa est considérée comme la ville de l'or.

## Site archéologique
Malgré l'importance historique du site, des fouilles très limitées eurent lieu dans la première moitié du XXe siècle. De 1988 à 1998, le Moroccan-American Project at Sijilmasa (MAPS) dirigé par Ronald A. Messier a réalisé plusieurs campagnes archéologiques avec de nombreux sondages sur le site. Depuis 2011, la Mission archéologique franco-marocaine à Sijilmâsa des professeurs F. X. Fauvelle et L. Erbati de l'Université de Toulouse-Le Mirail et de l'Institut National de Sciences de l'Archéologie et du Patrimoine (INRAP) de Rabat conduisent des campagnes de fouilles plus approfondies.
Le site archéologique s'étend sur une centaine d'hectares entre la ville de Rissani et l'Oued Ziz. Au fil des siècles, Sijilmâsa a été reconstruite plusieurs fois mais les murs de pisé effondrés ne laissent que des monticules difficiles à lire. À l'ouest du site, les ruines d'un village fortifié du XIe siècle ont été identifiées. Un ensemble qualifié d'« élitaire » comporte des éléments mieux construits avec des restes de piliers de bassins ainsi que quelques objets relativement luxueux, a particulièrement été fouillé. Il montre trois niveaux édifiés entre le VIIIè et le XVIe siècle, la base étant directement sur le socle rocheux. Dans la partie nord, des murs en pisé datés du XIIIe siècle (radiocarbone sur des pièces de bois) peuvent correspondre à une enceinte. Seul élément restant debout avant les fouilles, une porte décorée située au nord de la cité serait du XVIè ou XVIIe siècle.
Basée sur les études d'une hydrogéologie des années 1950, d'autres études s'intéressent au système hydraulique ayant permis l'irrigation de l'oasis du Tafilalet à l'époque médiévale autour de Sjilmassa. Les relevés hydrologiques, quelques fouilles et des relevés de terrain mettent en évidence le caractère artificiel du cours de l'oued Ziz dans la traversée de l'oasis du Tafilalet résultant d'une canalisation très ancienne par dérivation du cours naturel constitué par l'actuel oued Amerbouh quelques km plus à l'est. Des textes anciens et l'hydrologie attestent d'une pratique de l'irrigation par submersion lors des crues. D'assez nombreuses séguias et des traces de séguias anciennes témoignent aussi de systèmes d'irrigations par dérivation développés au fil des siècles pour la pratique de l'agriculture dans toute l'oasis.
En mai 2025, la plus grande fouille archéologique depuis l'indépendance du Maroc a été réalisée sur un site couvrant une superficie de 8000 m2, sous la direction de Asmaa Al-Qasimi.